# Еццеліно I да Романо
Еццеліно I да Романо також відомий як Еццеліно ді Бальбо (скорочено від balbuziente, що в дослівному перекладі означає «заїка», італ. Ezzelino da Romano; між 1100 та 1115 роками — бл. 1189) — військово-політичний діяч середньовічної Італії, синьйор Онара та Романо-д'Еццеліно, подеста Тревізо та Віченци.

## Життєпис
Еццеліно І да Романо народився між 1100 та 1115 роками. Був сином Альберіко I да Романо та онуком Еццело Еццеліні, засновника роду Еццеліні. Походження його матері Кунігунди невідомо. Відомо, що Еццеліно І був єдиною дитиною у своїх батьків..
Земли його роду, знаходились у стратегічно важливому місці на перетину кордонів міст Тревізо, Віченца та Падуя. Саме тому да Романо часто виступали арбитрами в суперечках між цими містами. Вперше Еццеліно І згадується у літописах у 1135 році, коли він виступав свідком у продажу землі між подружжям Местре й монастирем Святих Секондо й Еразмо.
У 1148 році Еццеліно I разом з Людовиком VII та Конрадом III відправився у хрестовий похід. Брав участь у боях під Дамаском та Ашкелоном. Після повернення з походу отримав у володіння Одерцо й Муссоленте.
У 1173 році став подестою в Тревізо, а згодом і у Віченці. Пристав до партії гвельфів. У 1175 році командував армією Ломбардської ліги, яка зупинила просування військ Фрідріха I Барбаросси біля Алессандрії. У 1176 році він очолив війська Тревізо у битві під Леньяно.
У 1181 році, до підписання Констанцького миру примирився з імператором, присягнув йому та перейшов на бік гібеллінів.
Еццеліно I помер у 1189 році, його наступником став син — Еццеліно II.

## Родина
Еццеліно I да Романо був одружений з Аурією, дочкою Ріккардо, графа Баоне. В цьому шлюбі було народжено четверо дітей:
- Джованні (помер після 23 травня 1183 року[1]) чоловік Беатріс, дочки Альберто деі комте де Баоне;
- Еццеліно II да Романо — синьйор Онара та Романо-д'Еццеліно, подеста Тревізо, Верони та Віченци
- Кунігунда — дружина Тісоліно дель Кампосамп'єро;
- Гізела — дружина Гуіцелло I, правителя Прата та Порчії[1];